# イワン・デリャーノフ

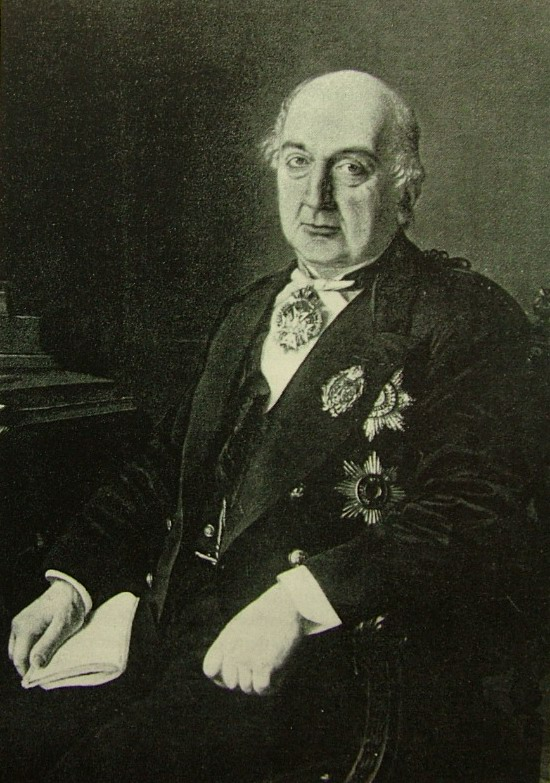
イワン・デリャーノフ

イワン・ダヴィドヴィッチ・デリャーノフ伯爵（Ива́н Давы́дович Деля́нов、Ivan Davidovich Delyanov、1818年12月12日 – 1898年1月10日）は、帝政ロシアの政治家。アルメニア人の家系である。
1838年モスクワ帝国大学法学校を卒業する。1857年から1897年にかけていくつかの公職を歴任する。1874年国家評議会議員となる。この間、1861年から1882年までサンクトペテルブルクのロシア国立図書館館長を務め、全国からの本の収集、建物の耐火性向上などを進めた。
1882年から1898年まで教育大臣（国民啓蒙大臣）を務めたが、反動的な施策を行った。1884年大学法を改正し、大学当局から自治権を剥奪する。1886年には女子の高等教育課程を廃止した。また、ユダヤ人に対しても、一定の学校への受け入れ比率を導入している。
特に悪名高いのが、1887年6月18日発布の回状である。本回状では、非貴族階級の子弟の中学校（英語版ではギムナジウム）進学を禁止した。さらに「御者や召使、料理人、洗濯女、小店主、その他のすべての下層階級に属する子供は、特別な才能がある場合を除いて、自分たちの属する社会的環境から脱出するべきではない」と述べられてあった。このような内容は当時から批判の的となっており、「女料理人の子供の回状 Циркуляр о кухаркиных детях」と揶揄された。ロシア革命後、レーニンはこの言葉を引用し「ソビエト連邦では女料理人さえも国家を管理できる」と皮肉っている（結果は、赤色貴族による独裁であったが）。
ただし、デリャーノフ自身は決して反動的政策のイデオローグだったわけではなく、アレクサンドル3世下でのドミトリー・トルストイ、コンスタンチン・ポベドノスツェフらによる「反改革」政策に終始忠実だった、と評される。彼自身は人格を高く評価されていた。
1888年には伯爵に叙され、1898年に現職のままサンクトペテルブルクで死去した。